# Turistická značená trasa 4289
 Turistická značená trasa 4289 je jedenáct kilometrů dlouhá zeleně značená turistická trasa Klubu českých turistů spojující pardubickou místní část Lány na Důlku a Přelouč.

## Popis trasy
Počátek trasy 4289 se nachází u železniční zastávky Pardubice-Opočínek na trati Kolín - Česká Třebová nedaleko zástavby místní části Pardubic Lánů na Důlku. Trasa zde začíná osamoceně a nenavazuje na žádnou jinou turistickou trasu. Přes časté změny směru je převažujícím směr západní.
Trasa vede nejprve přibližně jihozápadním směrem po silnici Lány na Důlku - Bezděkov do lokality Kokešov, kde se u elektrotechnické továrny nachází upravený pramen Lánského potoka a kaple Panny Marie Bolestné. Trasa pokračuje dále lesem kolem továrny, kříží silnici I/2 a v prostoru vrcholu Bílého kopce silnici Opočínek - Bezděkov. Poté opouští les a klesá po poli k potoku Struha, který přechází. Stáčí se k severu a sleduje v délce asi jednoho kilometru jeho tok. Současně vede prostorem přírodní památky Meandry Struhy. Ten opouští v prostoru zaniklé vsi Lepějovice, kde se u kostela sv. Michala stáčí k západu. Trasa 4289 kříží železniční trať Přelouč - Prachovice, za kterou se nachází rozcestí se zde výchozí červeně značenou trasou 0443 vedoucí do Heřmanova Městce. Trasa 4289 opět vstupuje do lesa, kde kříží silnici II/342, a vede kolem Březinského rybníka do vsi Klenovka. Za ní se krátce přimyká k silnici Veselí - Přelouč, s níž překonává Lipoltický potok. Za ním se odklání k severu a opět lesem pokračuje na okraj města Přelouč. Zde opět křižuje silnici I/2 a vede průmyslovou zástavbou k přeloučskému nádraží, kde končí. Zde na trasu 4289 plynule navazuje rovněž zeleně značená trasa 4290 do Lázní Bohdaneč a červeně značená trasa 0434 vedoucí přes centrum města do Kladrub nad Labem.

## Turistické zajímavosti na trase
- Čivická studánka
- Kaple Panny Marie Bolestné na Kokešově
- Přírodní památka Meandry Struhy
- Zaniklá ves a tvrziště Lepějovice
- Kostel svatého Michala v Lepějovicích
- Památný topol na hrázi Březinského rybníka
- Památný dub u Klenovky

Turistická trasa je součástí východočeské větve Svatojakubské cesty.